# 孟门镇
孟门镇是山西省吕梁市柳林县下辖的一个镇，西临黄河，相传为春秋时蔺氏（蔺相如）之封地。是中华人民共和国山西省吕梁市柳林县下辖的一个乡镇级行政单位。

## 行政区划
王家沟乡下辖以下地区：
石安村、西坡村、车则板村、后冯家沟村、小垣则村、贺龙沟村、薛家坪村、郝家塔村、王家焉村、王坪焉村、五里后村、前冯家沟村、孟门村、郭家山村、刘家圪达村、高家塔村、小河沟村、郭家塔村、吉家塔村、后南坡村、耀头村、穆家坡村、柳家庄村、柳家坡村、白家焉村、马家塔村、和睦村、郭枣林村、大东庄村和罗家坡村。